# Linschoten (Utrecht)
Pour les articles homonymes, voir Linschoten.
Linschoten est un village situé dans la commune néerlandaise de Montfoort, dans la province d'Utrecht. En 2009, le village comptait environ 5 000 habitants.
Linschoten est situé à l'endroit où les rivières de Lange Linschoten et Korte Linschoten se rejoignent.

## Histoire
Linschoten a été une commune indépendante jusqu'au 1er janvier 1989, date de son rattachement à Montfoort. Le 8 septembre 1857, les communes d'Achthoven et de Wulverhorst avaient déjà été rattachées à Linschoten, après un premier rattachement éphémère entre 1812 et 1818. Entre 1812 et 1817, Snelrewaard faisait également partie de la commune de Linschoten.